# Caeruleuptychia ziza
Espèce
Caeruleuptychia ziza est une espèce de papillons de la famille des Nymphalidae et de la sous-famille des Satyrinae et du genre Caeruleuptychia.

## Dénomination
Caeruleuptychia ziza a été décrit par l'entomologiste Arthur Gardiner Butler en 1869, sous le nom initial d' Euptychia ziza.

## Écologie et distribution
Caeruleuptychia ziza est présent au Pérou.

### Protection
Pas de statut de protection particulier